# تاچیکاوا ۷۰۲۸
سیارک ۷۰۲۸ (به انگلیسی: 7028 Tachikawa، نامگذاری:1993XC1) هفت هزار و بیست و هشتمین سیارک کشف شده است که در ۵ دسامبر ۱۹۹۳ کشف شد.
قدر مطلق سیارک برابر ۳۰.۹ است.